# Shahla Mahmoudi
Shahla Mahmoudi (persisch شهلا محمودی; * 21. März 1991) ist eine iranische Leichtathletin, die im Sprint und Hürdenlauf an den Start geht und sich auf die 400-Meter-Distanz spezialisiert hat. Aktuell ist sie Inhaberin des Landesrekordes über 400 m Hürden.

## Sportliche Laufbahn
Erste internationale Erfahrungen sammelte Shahla Mahmoudi im Jahr 2019, als sie bei den Asienmeisterschaften in Doha mit 1:00,07 min in der ersten Runde im 400-Meter-Hürdenlauf ausschied. 2024 belegte sie bei den Hallenasienmeisterschaften in Teheran in 56,41 s den sechsten Platz im 400-Meter-Lauf. Zudem gewann sie mit der iranischen 4-mal-400-Meter-Staffel mit neuem Landesrekord von 3:41,72 min die Silbermedaille hinter dem kasachischen Team.
In den Jahren 2018 und 2019 sowie von 2021 bis 2023 wurde Mahmoudi iranische Meisterin im 400-Meter-Hürdenlauf.

## Persönliche Bestleistungen
- 400 Meter: 55,17 s, 18. August 2023 in Teheran
  - 400 Meter (Halle): 55,96 s, 25. Januar 2024 in Teheran
- 400 m Hürden: 59,16 s, 1. September 2023 in Teheran (iranischer Rekord)